# Saint-Jacques (Alpes-de-Haute-Provence)
Pour les articles homonymes, voir Saint-Jacques.
Saint-Jacques (Sant Jaume en occitan provençal) est une commune française, située dans le département des Alpes-de-Haute-Provence en région Provence-Alpes-Côte d'Azur.
Le nom de ses habitants est Saint-Jacquois ou les San Jaumiers.

## Géographie

### Localisation

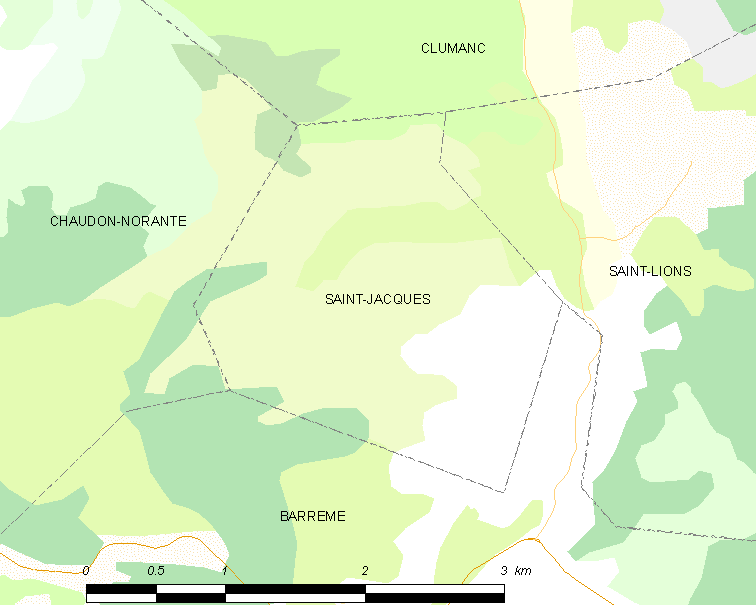
Saint-Jacques et les communes voisines (Cliquez sur la carte pour accéder à une grande carte avec la légende).

Saint-Jacques est village bâti sur un éperon à 800 m d’altitude, perché au-dessus de la vallée de l’Asse avec un panorama.
La commune la plus proche est Barrême (2 km), sur la route Napoléon.
Les communes limitrophes de Saint-Jacques sont Clumanc, Saint-Lions, Barrême et Chaudon-Norante.

### Relief
Le point culminant de la commune est le sommet Saint-Martin (1 451 m).

### Risques naturels et technologiques
La commune de Saint-Jacques est exposée à trois risques naturels :
- feu de forêt,
- inondation,
- mouvement de terrain : plusieurs versants de la commune sont concernés par un aléa moyen à fort[4].

La commune de Saint-Jacques n’est exposée à aucun des risques d’origine technologique recensés par la préfecture ; aucun plan de prévention des risques naturels prévisibles (PPR) n’existe pour la commune ; le Dicrim existe depuis 2011.

### Sismicité
Aucune des 200 communes du département n'est en zone de risque sismique nul. Le canton de Barrême auquel appartient Saint-Jacques est en zone 1b (sismicité faible) selon la classification déterministe de 1991, basée sur les séismes historiques, et en zone 4 (risque moyen) selon la classification probabiliste EC8 de 2011.

### Climat
Pour des articles plus généraux, voir Climat de Provence-Alpes-Côte d'Azur et Climat des Alpes-de-Haute-Provence.
En 2010, le climat de la commune est de type climat méditerranéen altéré, selon une étude du Centre national de la recherche scientifique s'appuyant sur une série de données couvrant la période 1971-2000. En 2020, Météo-France publie une typologie des climats de la France métropolitaine dans laquelle la commune est exposée à un climat de montagne ou de marges de montagne et est dans la région climatique Alpes du sud, caractérisée par une pluviométrie annuelle de 850 à 1 000 mm, minimale en été.
Pour la période 1971-2000, la température annuelle moyenne est de 11 °C, avec une amplitude thermique annuelle de 16,8 °C. Le cumul annuel moyen de précipitations est de 888 mm, avec 6,6 jours de précipitations en janvier et 4,7 jours en juillet. Pour la période 1991-2020, la température moyenne annuelle observée sur la station météorologique de Météo-France la plus proche, « La Mure-Argens », sur la commune de La Mure-Argens à 12 km à vol d'oiseau, est de 9,8 °C et le cumul annuel moyen de précipitations est de 891,5 mm. 
La température maximale relevée sur cette station est de 37,3 °C, atteinte le 28 juin 2019 ; la température minimale est de −21,9 °C, atteinte le 7 février 2012,,.
Les paramètres climatiques de la commune ont été estimés pour le milieu du siècle (2041-2070) selon différents scénarios d'émission de gaz à effet de serre à partir des nouvelles projections climatiques de référence DRIAS-2020. Ils sont consultables sur un site dédié publié par Météo-France en novembre 2022.

### Toponymie
Le nom du village apparaît pour la première fois vers 1200 (castrum Sant Jacobi) ; il est nommé d’après saint Jacques le Majeur, sous sa forme occitane Jacme, qui a été francisée par la suite.

## Urbanisme

### Typologie
Au 1er janvier 2024, Saint-Jacques est catégorisée commune rurale à habitat dispersé, selon la nouvelle grille communale de densité à 7 niveaux définie par l'Insee en 2022.
Elle est située hors unité urbaine. Par ailleurs la commune fait partie de l'aire d'attraction de Digne-les-Bains, dont elle est une commune de la couronne,. Cette aire, qui regroupe 34 communes, est catégorisée dans les aires de moins de 50 000 habitants,.

### Occupation des sols
L'occupation des sols de la commune, telle qu'elle ressort de la base de données européenne d’occupation biophysique des sols Corine Land Cover (CLC), est marquée par l'importance des forêts et milieux semi-naturels (75,3 % en 2018), une proportion sensiblement équivalente à celle de 1990 (75,1 %). La répartition détaillée en 2018 est la suivante : 
milieux à végétation arbustive et/ou herbacée (67,5 %), zones agricoles hétérogènes (24,7 %), forêts (7,7 %).
L'évolution de l’occupation des sols de la commune et de ses infrastructures peut être observée sur les différentes représentations cartographiques du territoire : la carte de Cassini (XVIIIe siècle), la carte d'état-major (1820-1866) et les cartes ou photos aériennes de l'IGN pour la période actuelle (1950 à aujourd'hui).

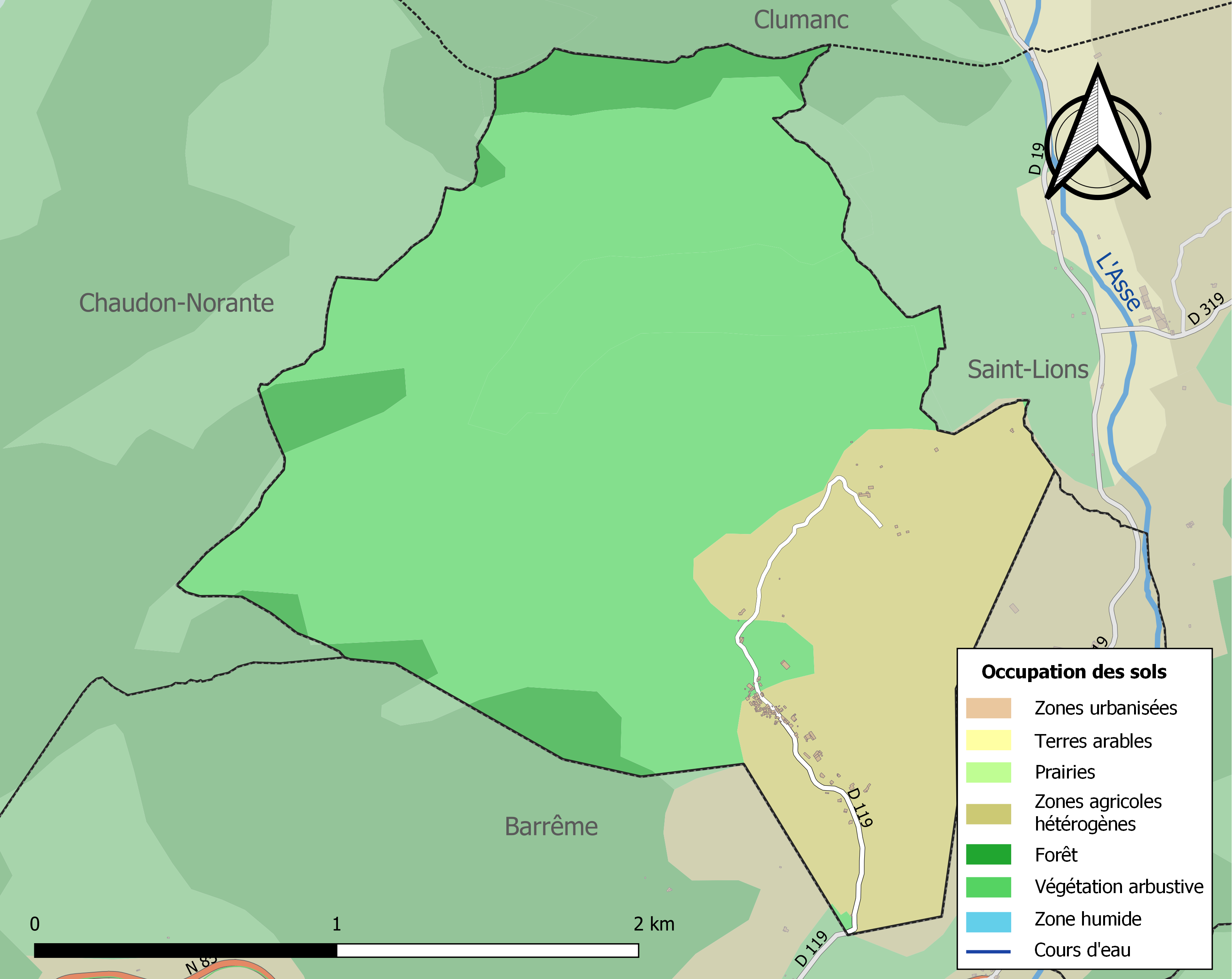
Carte de l'occupation des sols de la commune en 2018 (CLC).

## Économie

### Entreprises et commerces

#### Commerces
Un seul commerce est présent dans cette commune : un restaurant appelé Domaine d'Aiguines.

## Histoire
Auguste fait la conquête de la vallée des Asses en même temps que celle des Alpes, qu’il achève en 14 av. J.-C.. Il est difficile de connaître le nom du peuple gaulois qui peuplait la vallée, et le nom de la civitas dont Saint-Jacques dépendait au Haut-Empire : Eturamina (Thorame), ou Sanitensium (Senez). À la fin de l’Empire romain, le rattachement à celle de Sanitensium, et à son diocèse, sont avérés avec la disparition de celle de Thorame. La via salinaria ou via Vintinia, de Cagnes à Digne-les-Bains, et dont le tracé est presque intégralement connu de Vence à Digne, passait sur la commune.
Le village de Saint-Jacques est la possession d’une prévôté de moines augustins, attestée en 1108, installée à quelques centaines de mètres du village mais sur la même colline,. Ce monastère prend la suite d’une église qui y aurait existé depuis le VIIIe siècle. Le fief appartient aux Villeneuve du XVe siècle au milieu du XVIIIe siècle.
En 1570, pendant les guerres de religion, la prévôté des augustins est détruite sur ordre du gouverneur de Provence, le comte de Carcès, pour empêcher les protestants de s’y fortifier.
Durant la Révolution française, pour suivre le décret de la Convention du 25 vendémiaire an II invitant les communes ayant des noms pouvant rappeler les souvenirs de la royauté, de la féodalité ou des superstitions, à les remplacer par d'autres dénominations, la commune change de nom pour Jacques-lès-Barrême.
La Révolution et l’Empire apportent nombre d’améliorations, dont une imposition foncière égale pour tous, et proportionnelle à la valeur des biens de chacun. Afin de la mettre en place sur des bases précises, la levée d’un cadastre est décidée. La loi de finances du 15 septembre 1807 précise ses modalités, mais sa réalisation est longue à mettre en œuvre, les fonctionnaires du cadastre traitant les communes par groupes géographiques successifs. Ce n’est qu’en 1838 que le cadastre dit napoléonien de Saint-Jacques est achevé.

## Héraldique
| Blason de Saint-Jacques | Blason  | D'azur à un saint Jacques vêtu en pèlerin d'or,.                  |
| Blason de Saint-Jacques | Détails | Armes parlantes. Le statut officiel du blason reste à déterminer. |

## Politique et administration

### Liste des maires
| Période                                  | Période                       | Identité        | Étiquette | Qualité      |
| ---------------------------------------- | ----------------------------- | --------------- | --------- | ------------ |
| mai 1945                                 |                               | Antoine Olivier |           |              |
|                                          |                               |                 |           |              |
| 1977(?)                                  | 1983(?)                       | Jules Daumas    |           |              |
| avant 2005                               | mars 2008                     | Marc Olivier    |           |              |
| mars 2008                                | 2014                          | Gilles Mistral  |           |              |
| avril 2014                               | En cours (au 21 octobre 2014) | Alix Chaillan   | SE        | Agricultrice |
| Les données manquantes sont à compléter. |                               |                 |           |              |

### Budget et fiscalité 2016
En 2016, le budget de la commune était constitué ainsi :
- total des produits de fonctionnement : 53 000 €, soit 955 € par habitant ;
- total des charges de fonctionnement : 39 000 €, soit 703 € par habitant ;
- total des ressources d’investissement : 28 000 €, soit 513 € par habitant ;
- total des emplois d’investissement : 23 000 €, soit 412 € par habitant.
- endettement : 10 000 €, soit 176 € par habitant.

Avec les taux de fiscalité suivants :
- taxe d’habitation : 6,90 % ;
- taxe foncière sur les propriétés bâties : 6,19 % ;
- taxe foncière sur les propriétés non bâties : 23,91 % ;
- taxe additionnelle à la taxe foncière sur les propriétés non bâties : 58,73 % ;
- cotisation foncière des entreprises : 17,17 %.

Chiffres clés Revenus et pauvreté des ménages en 2014.

### Intercommunalité
Saint-Jacques fait partie: 
- jusqu'en 2016 de la Communauté de communes du Moyen Verdon ;
- à partir du 1er janvier 2017, de la communauté de communes Alpes Provence Verdon.

### Urbanisme
La Communauté de communes Alpes Provence Verdon - Sources de Lumière, créée le 24 novembre 2016 avec effet le 1er janvier 2017, regroupe désormais 41 communes. Cet Établissement public de coopération intercommunale (EPCI) s'est engagé dans une démarche d’élaboration d’un Plan local d’urbanisme intercommunal (PLUi).

## Population et société

### Démographie

#### Évolution démographique
En 2022, Saint-Jacques comptait 72 habitants. À partir du XXIe siècle, les recensements réels des communes de moins de 10 000 habitants ont lieu tous les cinq ans (2007, 2012, 2017, etc. pour Saint-Jacques). Depuis 2004, les autres chiffres sont des estimations.
| 1315    | 1471   | 1765 | 1793 | 1800 | 1806 | 1821 | 1831 | 1836 | 1841 |
| ------- | ------ | ---- | ---- | ---- | ---- | ---- | ---- | ---- | ---- |
| 36 feux | 3 feux | 151  | 150  | 102  | 135  | 147  | 206  | 184  | 190  |

| 1846 | 1851 | 1856 | 1861 | 1866 | 1872 | 1876 | 1881 | 1886 | 1891 |
| ---- | ---- | ---- | ---- | ---- | ---- | ---- | ---- | ---- | ---- |
| 167  | 151  | 149  | 158  | 162  | 162  | 149  | 142  | 118  | 110  |

| 1896 | 1901 | 1906 | 1911 | 1921 | 1926 | 1931 | 1936 | 1946 | 1954 |
| ---- | ---- | ---- | ---- | ---- | ---- | ---- | ---- | ---- | ---- |
| 100  | 92   | 91   | 84   | 77   | 71   | 64   | 54   | 55   | 57   |

| 1962 | 1968 | 1975 | 1982 | 1990 | 1999 | 2007 | 2022 | - | - |
| ---- | ---- | ---- | ---- | ---- | ---- | ---- | ---- | - | - |
| 48   | 38   | 31   | 29   | 39   | 36   | 56   | 72   | - | - |

L’histoire démographique de Saint-Jacques est marquée par la saignée des XIVe et XVe siècles.
Au XIXe siècle, Saint-Jacques arrive au bout d’un mouvement de croissance, et connait une période d’ « étale » où la population reste stable à un niveau élevé. Ensuite, la commune est touchée par l’exode rural : sa population décroît régulièrement, et 65 ans après le maximum démographique de 1831, elle a perdu plus de la moitié de sa population. La baisse se poursuit jusqu’aux années 1980 ; depuis, Saint-Jacques a connu une inversion de tendance et a pratiquement doublé sa population.

### Enseignement
Comme de nombreuses communes du département, Saint-Jacques se dote d’une école bien avant les lois Jules Ferry : en 1863, elle possède déjà une école qui dispense une instruction primaire aux garçons, au chef-lieu. Aucune instruction n’est donnée aux filles : ni la loi Falloux (1851), qui impose l’ouverture d’une école de filles aux communes de plus de 800 habitants, ni la première loi Duruy (1867), qui abaisse ce seuil à 500 habitants, ne concernent Saint-Lions ; ce n’est qu’avec les lois Ferry que les filles de Saint-Lions sont régulièrement scolarisées.

## Personnalités liées à la commune
- Daumas (André, Victor, Emile), personne morte en déportation.

## Lieux et monuments
Patrimoine religieux
- Saint-Jacques[44] possède deux oratoires.
- L’église Saint-Martin du XVIe siècle, patronnée par Saint-Jacques, au cimetière, est issue d’une collégiale de chanoines réguliers du XIIe, détruite vers 1570[24].
- La chapelle du village[45], sous la titulature de Saint-Martin, date de 1874[24].

Patrimoine civil
- Four communal du XVIIIe siècle.
- Fontaine avec lavoir ombragés de châtaigniers.